# Ján Jamnický
Ján Jamnický, pseudonym Gustáv Marro (20. května 1908, Jasenová, Uhersko – 4. srpna 1972, Poprad, Československo) byl slovenský herec, režisér, scenárista a pedagog. Ve 40. letech 20. století patřil k nejvýznamnějším osobnostem slovenského divadla. Jeho manželkou byla herečka Vilma Jamnická.

## Život a dílo

### Mládí
Narodil se v Jasenové v rodině evangelického faráře. Jako mladý hoch byl obklopen knihami, které jej později zcela pohltily. Zajímal se hlavně o filozofii a rozličné umělecké směry. Obklopovala ho hudba, zajímalo jej malířství a architektura.
V Bratislavě nejprve začal se studiem medicíny. Na lékařské fakultě, kde začal studovat v roce 1926, se seznámil se svojí ženou Vilmou Březinovou, která jej později přivedla i k divadlu. Studia medicíny po dvou letech zanechal a přihlásil se na Hudební a dramatickou akademii pro Slovensko (HADAPS). Na žádost rodičů současně se studiem herectví se věnoval i studiu práv na Právnické fakultě Univerzity Komenského. Obě školy úspěšně dokončil v roce 1932.

### Herec
Jako student hostoval od roku 1928 na jevišti Slovenského národního divadla. Jako řádný člen souboru činohry SND debutoval v roce 1932 v rolích Šviháka a Tovaryše s fouskem ve hře Viktora Šulce Najkrajšie topánky na svete od Josefa Kopty. První velkou příležitost dostal ještě tentýž rok jako Peter v hře Pohoršenie v svätofloriánskej doline od slovinského dramatika Cankara v režii Andreje Bagara.
Většinu svých kolegů ve Slovenské národním divadle převyšoval, a to nejen svojí štíhlou vysokou postavou, ale i svým rozhledem a náročností vůči sobě i jiným. Samo o sobě bylo odvážné, že si neholil bradu, což bylo v té době dost neobvyklé. Dalo by se říci, že všeobecně nezapadl do souboru činohry SND, která byla naučena hrát ve stylu tzv. realistického herectví. Jako herec pracoval stylizovaně s náznakem. Kritika mu vyčítala přílišný patos, chlad a monotónnost projevu. Venkovské typy, hlavně z Tajovského her, mu vůbec neseděly, a to ani když ostatní herci bravurně zvládali vytvářet rázovité slovenské postavy. Na jeho nedoceněné herecké kvality poukázala až česká divadelní kritika, při pohostinském představení Palárikovy hry Zmierenie v Praze.
Bravurně ztvárnil Kreonta v Sofoklově Antigoně v režii Janka Borodáče. Úloha Kreonta byla jedním z jeho hereckých triumfů. Kritika oslavovala orátora a i jeho pohybovou kulturu. Uplatnil se i v inscenacích her slovenských dramatiků, za všechny vzpomeňme Jonáše Záborského a Jána Palárika. Jako herec se s jevištěm rozloučil v roce 1949 úlohou Čackého v Gribojedovově hře Hoře z rozumu.

### Režisér
Janko Borodáč si všiml jeho talentu a zaměstnával jej dramaturgickou práci a také jako překladatele divadelních her. Pro něj byl odtud už jen krok k režii, které se začal systematicky věnovat. Na divadelní scéně nakonec připravil celkem 33 inscenací a postupem času se už herectví věnoval už jen sporadicky.
Ve Slovenském národním divadle začínal s pohádkami a lehkými konverzačními hrami. Jeho režijním debutem se stala pohádka Valentína Erbena Stratil sa hlásnik Cibuľa, k jejíž nazkoušení měl jen čtyři dny. Později se pokusil i o náročnější kusy – inscenoval hry Molièra, Shakespeara, Schillera, Ibsena, hry Vojnovićovy a z domácích autorů Petera Zvona a Ivana Stodolu. V době 2. světové války se Jamnický vypracoval na výraznou a svéráznou uměleckou osobnost. Své inscenace aktualizoval narážkami na negativní jevy oné doby. Za klerofašistického Slovenského štátu povzbudivě působil svojí adresnou útočností inscenací jako Molièrův Mizantrop a Zdravý nemocný, Schillerův Vilém Tell a Zvonova hra Tanec nad plačom. Tímto svým přístupem zabezpečoval rovnováhu vůči často vůči státu loajálně orientovaným inscenacím Jána Borodáče.
Ve své režijní práci navazoval na evropskou a sovětskou avantgardu - zejména na ruské režiséry A. J. Tairova, V. E. Mejercholda, J. B. Vachtangova, s jejichž tvorbou se seznámil při svém pobytu v Moskvě v roce 1936. Nejvíce ho však okouzlily inscenace Nikolaje Pavloviče Ochlopkova a hlavně jeho inscenace Shakespearova Othella. O inscenaci řekl „A nakoniec sme všetci na Othellovi v Moskve plakali – tak hrali. Prvý raz som zažil to, čo požaduje Aristoteles od tragédie: katarzis, očistenie – nie ponurú dusivú beznádejnosť, spoločenských tragédií, ale katarzis na vlastnom tele.“
Byl přívržencem stylizované režie pracující s náznakem. S tímto režijním přístupem dosahoval překvapujících výsledků hlavně ve veršovaných hrách. Na jevišti se mu podařilo vytvořit soulad barev, linií, pohybu. Odkrýval skrytý význam her a svérázně jej interpretoval. Ve svých inscenacích spolupracoval s režisérem a scénografem Karolem L. Zacharem a dalšími osobnostmi slovenské scénografie: Emilem Bellušem, Ladislavem Vécseyem a Jánem Ladvenicou.
Jeho poslední režií v roce 1944 byla Stodolova hra z divadelního prostředí Komédia. vyjádřil v ní svůj postoj k vedení divadla, které v dramaturgii divadla preferovalo operetu, kterou považoval za pokleslý žánr. Nespokojené vedení stáhlo inscenaci z repertoáru po prvních reprízách a naznačilo mu, aby Slovenské národní divadlo opustil. Po skončení druhé světové války, když činohra Slovenského národního divadla znovu začala hrát, se k režijní práci už nikdy nevrátil. Svojí poslední roli jako člen hereckého souboru odehrál na prknech Slovenského národného divadla v roce 1949.

### Po odchodu ze Slovenského národního divadla
V letech 1945–1949 působil v Československém filmu jako režisér a scenárista. Také hrával v televizních filmech a inscenacích. Působil v rozhlase jako recitátor. Jeho způsob přednesu v mnohém ovlivnil další slovenské interprety poezie. Zdůrazňoval hudební stránku a melodičnost slovenské řeči a vytvořil novou jevištní řeč.
Připravoval reorganizaci slovenské divadelní sítě a také se podílel na přípravě zákona o postátnění Slovenského národního divadla. Jako pedagog působil na Hudební a dramatické akademii (1937–1944), na Vysoké škole múzických umění (1949–1952), kde vedl Katedru herectví a režie a na pražské loutkoherecké katedře DAMU. Kvůli zdravotním problémům musel v roce 1953 předčasně odejít do důchodu a pracoval jen velmi nepravidelně. Důchod přerušoval jen účastí na recitačních pásmech slovenské poezie: Čo vatru nietili, Slovenské ľudové balady a O krvi). V nich znovu potvrzoval, že stále patří mezi nejsugestivnější slovenské interprety poetického slova.
Zemřel v popradské nemocnici v roce 1972 po výstupu na tatranský vrchol Sedielková kopa. Jeho smrt je nejasná, protože lékaři nedokázali s jistotou určit, zda smrt podchlazením nastala náhodou, nebo se pro ni rozhodl dobrovolně.
V roce 1967 mu byl udělen titul zasloužilý umělec, v roce 1969 mu také byla udělena zlatá medaile VŠMU, v roce 1970 titul národní umělec a v roce 1991 mu byl in memoriam udělen Řád T. G. Masaryka III. třídy. Byla po něm také pojmenována jedna ulice v Bratislavě.

## Citáty o Jamnickém
František Zvarík ve své memoárové knize Pierot s puškou napsal: „Borodáč nás učil po javisku chodiť, Jamnický tancovať.“

## Výběr z divadelních rolí
- 1932 Nikolaj Nikolajevič Jevreinov: ja+ja+ja=Ja; réžia: Ján Jamnický, absolventské predstavenie, Hudobná a dramatická akadémia pre Slovensko
- 1932 Ivan Cankar: Pohoršenie v svätofloriánskej doline (Peter); réžia: Andrej Bagar, Činohra SND
- 1932 Bjørnstjerne Bjørnson: Nad našu silu (pastor Bratt); réžia: Janko Borodáč, Činohra SND
- 1933 Oscar Wilde: Vejár lady Windermeerovej (lord Cecil Graham); réžia: Janko Borodáč, Činohra SND
- 1933 Ján Palárik: Zmierenie alebo Dobrodružstvo pri obžinkoch (barón Kostrovický); réžia: Janko Borodáč, Činohra SND
- 1933 William Shakespeare: Macbeth (Malcolm); réžia: Janko Borodáč, Činohra SND
- 1934 Anton Pavlovič Čechov: Višňový sad (Trofimov); réžia: Andrej Bagar, Činohra SND
- 1934 Antoni Słonimski: Čistá rasa (rodina) (Hans); réžia: Vladimír Sýkora, Činohra SND
- 1935 Jonáš Záborský: Najdúch (Gejzík); réžia: Janko Borodáč, Činohra SND
- 1936 Ján Palárik: Zmierenie alebo Dobrodružstvo pri obžinkoch (barón Kostrovický); réžia: Janko Borodáč, Činohra SND
- 1938 Ján Palárik: Inkognito (básnik Jelenský); réžia: Janko Borodáč, Činohra SND
- 1940 Jonáš Záborský: Najdúch (Gejzík); réžia: Janko Borodáč, Činohra SND
- 1940 Ivan Stodola: Čaj u pána senátora (Pyskuliak); réžia: Ferdinand Hoffman, Činohra SND
- 1940 Sofoklés: Antigona (Kreón); réžia: Janko Borodáč, Činohra SND
- 1940 Georg Büchner: Dantonova smrť (Saint Juste); réžia: Ferdinand Hoffmann, Činohra SND
- 1949 Alexandr Sergejevič Gribojedov: Útrapy z rozumu (Čacký); réžia: Jozef Budský, Činohra SND

## Výběr z divadelních režií
- 1935 Henri Bernstein: Nádej; Činohra SND
- 1936 Július Barč-Ivan: Človek, ktorého zbili; Činohra SND
- 1936 Marcel Achard: Kokosový orech; Činohra SND
- 1938 Alexandr Nikolajevič Ostrovskij: Nevesta bez vena; Činohra SND
- 1939 Milan Begović: Boží človek; Činohra SND
- 1939 Ivo Vojnović: Ekvinokcia; Činohra SND
- 1940 Henrik Ibsen: Rosmersholm; Činohra SND
- 1940 Molière: Mizantrop; Činohra SND
- 1940 Marivaux: Hra lásky a náhody; Činohra SND
- 1940 Július Barč-Ivan: Diktátor; Činohra SND (nazkoušeno, ale nerealizováno pro zákaz cenzury niekoľko dní pred pripravovanou premiérou)
- 1941 Ivan Stodola: Keď jubilant plače; Činohra SND
- 1941 Alexander Vasilievič Suchovo-Kobylin: Smrť Tarelkina/Smrť Tanierika; Činohra SND
- 1941 Gerhart Hauptmann: Kolega Crampton; Činohra SND
- 1942 Ján Poničan: Štyria; Činohra SND
- 1942 William Shakespeare: Sen noci svätojánskej; Činohra SND
- 1942 Friedrich Schiller: William Tell; Činohra SND
- 1943 Heinrich von Kleist: Rozbitý džbán; Činohra SND
- 1943 Peter Zvon: Tanec nad plačom; Činohra SND
- 1943 Molière: Zdravý nemocný; Činohra SND
- 1944 Friedrich Schiller: Messinská nevesta; Činohra SND (ku konci zkušebního období Jamnický onemocněl a inscenáci dále zkoušel Karol L. Zachar, který byl oficiálně uveden jako režisér inscenace.)
- 1944 Ivan Stodola: Komédia; Činohra SND

## Filmografie

### Filmové postavy
- 1947 Varúj...! (správca)
- 1948 Vlčie diery (Marián)
- 1949 Katka (hvezdár)
- 1958 Evička ide mestom (ujo)
- 1964 Dar mudrcov od východu
- 1965 Slovenské ľudové balady
- 1966 Siedmy kontinent
- 1967 Sedem svedkov (6. svedok)
- 1970 Rozsudok (doktor)

### Televizní postavy
- 1963 Elisa Triletová: Ruže na úver (Donelle)
- 1964 Pedro Claderon de la Barca: Zalamejský richtár (Filip II.)
- 1964 Robert Bolt: Muž pre každé počasie (Henrich VIII.)
- 1964 William Saroyan: Čas tvojho žitia (Pán zo spoločnosti)
- 1965 Jean Paul Sartre: Nepochovaní (Canoris)
- 1966 Fjodor Michajlovič Dostojevskij: Netočka Nezvanová (knieža)
- 1966 Ferdinand Bruckner: Alžbeta Anglická
- 1967 Ján Solovič: Zhasnuté slnko (V. G. Čertkov)
- 1967 F. W. Crofts: Starwelská tragédia (Hlavný inšpektor Mitchel)
- 1967 Walter Jens: Červená Róza (sudca - rozprávač)
- 1969 F. W. Crofts: Morská záhrada (Hlavný inšpektor Mitchel)